# Canton de Panazol
Le canton de Panazol est une circonscription électorale française située dans le département de la Haute-Vienne et la région Nouvelle-Aquitaine.

## Histoire
Un nouveau découpage territorial de la Haute-Vienne entre en vigueur à l'occasion des élections départementales de mars 2015, défini par le décret du 13 février 2014, en application des lois du 17 mai 2013 (loi organique 2013-402 et loi 2013-403). Les conseillers départementaux sont, à compter de ces élections, élus au scrutin majoritaire binominal mixte. Les électeurs de chaque canton élisent au Conseil départemental, nouvelle appellation du Conseil général, deux membres de sexe différent, qui se présentent en binôme de candidats. Les conseillers départementaux sont élus pour 6 ans au scrutin binominal majoritaire à deux tours, l'accès au second tour nécessitant 12,5 % des inscrits au 1er tour. En outre la totalité des conseillers départementaux est renouvelée. Ce nouveau mode de scrutin nécessite un redécoupage des cantons dont le nombre est divisé par deux avec arrondi à l'unité impaire supérieure si ce nombre n'est pas entier impair, assorti de conditions de seuils minimaux. En Haute-Vienne, le nombre de cantons passe ainsi de 42 à 21.
Le canton de Panazol est formé de deux communes de l'ancien canton de Limoges-Panazol. Il est entièrement inclus dans l'arrondissement de Limoges. Le bureau centralisateur est situé à Panazol.

## Représentation
| Période élective | Période élective | Mandat | Mandat   | Identité         | Nuance | Nuance | Qualité |
| ---------------- | ---------------- | ------ | -------- | ---------------- | ------ | ------ | --- |
| 2015             | 2021             | 2015   | 2021     | Laurent Lafaye   |        | PS     | 1er adjoint au maire de Feytiat Ancien conseiller général du Canton de Limoges-Panazol (2010-2015) 2ème vice-président chargé des finances départementales |
| 2015             | 2021             | 2015   | 2021     | Martine Nouhaut  |        | PS     | Conseillère municipale de Panazol |
| 2021             | 2028             | 2021   | en cours | Pascal Bussière  |        | LR     | Directeur régional industrie pharmaceutique, conseiller municipal de Feytiat                                                                               |
| 2021             | 2028             | 2021   | en cours | Isabelle Négrier |        | LREM   | Médecin rhumatologue 1ère adjointe au maire de Panazol |

### Résultats détaillés

#### Élections de mars 2015
À l'issue du 1er tour des élections départementales de 2015, deux binômes sont en ballottage : Laurent Lafaye et Martine Nouhaut (PS, 37,98 %) et Fabien Doucet et Delphine Gabouty (UMP, 31,47 %). Le taux de participation est de 58,1 % (7 473 votants sur 12 863 inscrits) contre 57,81 % au niveau départemental et 50,17 % au niveau national.
Au second tour, Laurent Lafaye et Martine Nouhaut (PS) sont élus avec 53,1 % des suffrages exprimés et un taux de participation de 57,72 % (3 513 voix pour 7 424 votants et 12 863 inscrits).

#### Élections de juin 2021
Le premier tour des élections départementales de 2021 est marqué par un très faible taux de participation (33,26 % au niveau national). Dans le canton de Panazol, ce taux de participation est de 41,28 % (5 358 votants sur 12 980 inscrits) contre 37,25 % au niveau départemental. À l'issue de ce premier tour, deux binômes sont en ballottage : Pascal Bussière et Isabelle Negrier (DVC, 52,26 %) et Gaston Chassain et Valérie Millon (Union à gauche, 36,74 %).
Le second tour des élections est marqué une nouvelle fois par une abstention massive équivalente au premier tour. Les taux de participation sont de 34,36 % au niveau national, 38,38 % dans le département et 43,5 % dans le canton de Panazol. Pascal Bussière et Isabelle Negrier (DVC) sont élus avec 57,29 % des suffrages exprimés (3 045 voix pour 5 648 votants et 12 983 inscrits),,.

## Composition

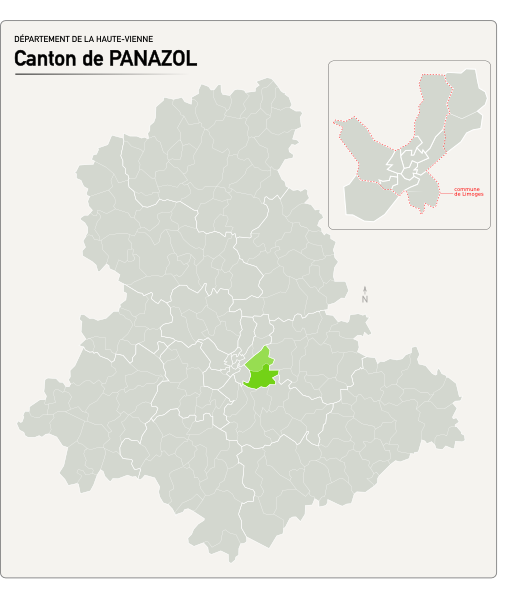
Situation du canton de Panazol dans le département de la Haute-Vienne depuis 2015.

Le canton de Panazol comprend deux communes entières :
| Nom                             | Code Insee | Intercommunalité     | Superficie (km2) | Population (dernière pop. légale) | Densité (hab./km2) | Modifier                                    |
| ------------------------------- | ---------- | -------------------- | ---------------- | --------------------------------- | ------------------ | ------------------------------------------- |
| Panazol (bureau centralisateur) | 87114      | CU Limoges Métropole | 20,05            | 11 207 (2022)                     | 559                | modifier les données · modifier les données |
| Feytiat                         | 87065      | CU Limoges Métropole | 24,74            | 6 174 (2022)                      | 250                | modifier les données · modifier les données |
| Canton de Panazol               | 8717       |                      | 44,79            | 17 381 (2022)                     | 388                | modifier les données                        |

## Démographie
En 2022, le canton comptait 17 381 habitants, en évolution de +1,56 % par rapport à 2016 (Haute-Vienne : −0,68 %, France hors Mayotte : +2,11 %).
| 2013   | 2018   | 2022   |
| ------ | ------ | ------ |
| 16 699 | 17 091 | 17 381 |